# 竹内葵
竹内 葵（たけうち あおい、12月28日 - ）は、日本の小説家・アニメ原作者・漫画原作者・音楽家。東京都出身。大東文化大学外国語学部卒業。コズミックレイ所属。
コズミックレイ代表取締役、ヴギィ’ズ・プロジェクト代表取締役。ミュージシャンとして活動する際は久藤 司（くどう つかさ）を名乗っている。本名は折田 哲郎（おりた てつろう）。

## 略歴
業界紙記者・音楽雑誌編集者・フリーライター、音楽プロモーター・アニメプロデューサー・音楽プロデューサー等を経て、現職。
- 1996年1月 「電脳戦隊ヴギィ'ズ★エンジェル」で原作者デビュー。
- 1998年7月 「電脳戦隊ヴギィ'ズ・エンジェル」第3話でアニメ監督デビュー。

## 作品
久藤司・折田哲郎名義のものも含む。

### 小説
- 「ふしぎ工房症候群」 cosmic★factory 2007年 ISBN 978-4903747-00-2
- 「クリスタルチェリー　愛する君へ」 cosmic★factory 2007年 ISBN 978-4-903747-01-9

### 漫画原作
- 「電脳戦隊ヴギィ'ズ★エンジェル」　（作画：曽我篤士　竹書房 コミックガンマ連載　1996年3月号-1996年7月号）
- 「電脳戦隊ヴギィ'ズ★エンジェル01」　（作画：曽我篤士　学習研究社 月刊コミックNORA連載　1997年8月号-1998年9月号）
- 「2ND―セカンド―」　（原案：漁場直太　作画：奥野浩行　メディアワークス 月刊電撃コミックガオ!連載　2000年2月号-2000年6月号）

### ドラマCD
- 電脳戦隊ヴギィ'ズ★エンジェル シリーズ（原作・脚本）
- プリンセス・ルージュ（原作）
- ふしぎ工房症候群 シリーズ（原作・脚本）
- 時の彼方へ（脚本）
- 高速エイジ （演出）
- あほもシリーズ｢もっそれ｣（演出）
- 戦う！セバスチャン シリーズ（演出）
- トレイン☆トレイン（演出）
- プリンセス・プリンセス （演出）

### DJ CD
- 電脳戦隊ヴギィ'ズ★エンジェル 天使になりたい!!
  - VOL.1（日本コロムビア 1998年5月21日発売）
  - VOL.2（日本コロムビア 1998年6月20日発売）
- 電脳倶楽部FF!! first edition（VAP 1999年5月21日発売）

### OVA原作
- 電脳戦隊ヴギィ'ズ★エンジェル シリーズ
- プリンセス・ルージュ

### バンド
- エンジェルボーイズ
- Crescendo Lily
- 竹内葵BAND
- BLACK

### 作曲
- 電脳戦隊ヴギィ'ズ★エンジェル
  - 「POPCORN TOWN」 (歌：エンジェルス)
  - 「ときめきRevolution」 (歌：菊池志穂)
  - 「がんばれ！男の子」 (歌：ちぇりっしゅ♡もんきぃ 菊池志穂と丹下桜）
  - 「涙の5秒前」 (歌：丹下桜)
  - 「夢見るLista de Nozze」 (歌：スマイルキッチン)
  - 「SOMEDAY」 (歌：竹内葵)

- アーティストプロデュース・バンド活動
  - 「恋はDo it!Do!」（歌：生天目仁美と伊藤静）
  - 「恋愛ジャングル」（歌：生天目仁美と伊藤静）
  - 「ふわふわのオマジナイ」 (歌：若菜ようこ)
  - 「FARAWAY」(歌：姫乃麻衣)
  - 「スマキチR&R」 (歌：スマイルキッチン)
  - 「Clover Love」（歌：落合祐里香）
  - 「CLAP」(歌：でちことっ)

- 楽曲提供
  - 「Buena Suerte!」（歌：菅原祥子）
  - 「しあわせなじ・か・ん」（歌：菅原祥子）

### 声優ユニットプロデュース
- ちぇりっしゅ♡もんきぃ
- スマイルキッチン
- クリスタルチェリーズ

### ラジオ

#### パーソナリティ
- 電脳戦隊ヴギィ'ズ★エンジェル 天使になりたい!!（ラジオ関西 1997年10月4日-1998年3月28日）
- 電脳戦隊ヴギィ'ズ★エンジェルV（ラジオ関西 1998年4月4日-1998年9月26日）
- 電脳倶楽部FF!!（ラジオ関西 1998年10月2日-1999年10月1日）

### 実写
- 温泉タマゴ～湯けむり奇談～（殺し屋役、プロデューサー）
- 水野愛日LIVE! GIRLYCHIC（ラインプロデューサー）
- 斎賀みつきAtmosphere Live（監督）